# پیندامو
پیندامو (به اسپانیایی: Piendamó, Cauca) یک سکونتگاه مسکونی در کلمبیا است که در بخش کائوکا واقع شده‌است.